# Lavans-Quingey
Lavans-Quingey är en kommun i departementet Doubs i regionen Bourgogne-Franche-Comté i östra Frankrike. Kommunen ligger i kantonen Quingey som tillhör arrondissementet Besançon. År 2022 hade Lavans-Quingey 182 invånare.

## Befolkningsutveckling
Antalet invånare i kommunen Lavans-Quingey
Referens:INSEE